# Masakr v Kľakovské dolině

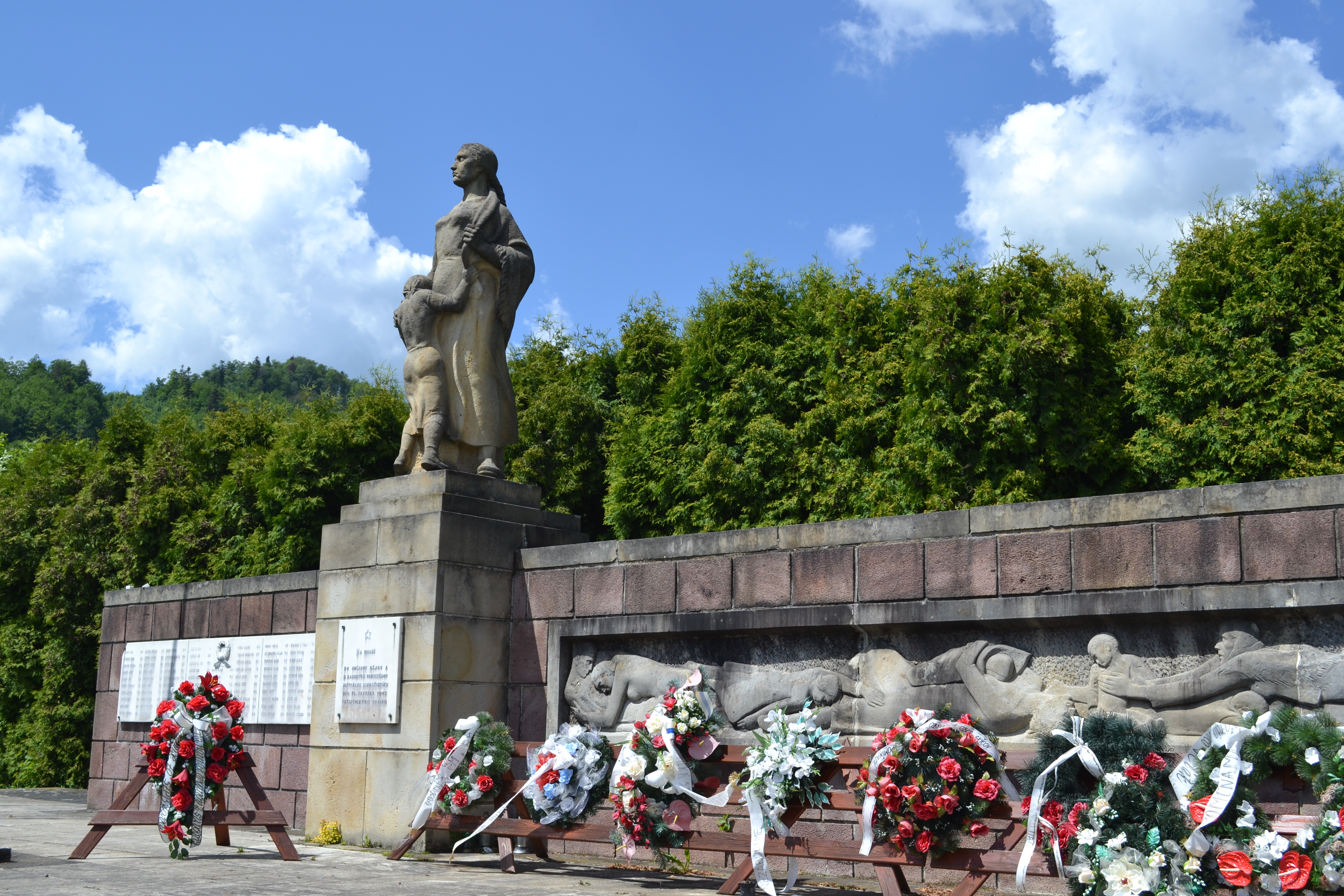
Památník věnovaný 84 zavražděným obyvatelům obce Kľak

Masakr v Kľakovské dolině (jiné názvy: masakr v Ostrém Grúni a Kľaku, Krvavá neděle) se odehrál 21. ledna 1945. Německé ozbrojené složky ve spolupráci se slovenskými kolaboranty při něm zavraždily celkem 148 obyvatel obcí Ostrý Grúň a Kľak a obě obce byly následně vypáleny. Tyto události jsou, ačkoli ne co do množství obětí, ale způsobem provedení, považovány za nejbrutálnější válečný zločin spáchaný na území Slovenska.

## Předehra
Po potlačení Slovenského národního povstání nabyl slovenský protifašistický ozbrojený odpor charakter partyzánského způsobu boje a jeho ohniska se přesunula hlavně do podhorských oblastí středního a východního Slovenska. Vícero podhorských obcí se stalo významnými opěrnými body partyzánského hnutí a jejich obyvatelé poskytovali partyzánům rozsáhlou podporu, za což se však často stávali cílem represí ze strany nacistů. Podobně to bylo i v pohoří Vtáčnik, kde se hlavními spřízněnými centry partyzánů staly vesnice v horní části Kľakovské doliny, přičemž šlo především o obce Ostrý Grúň a Kľak. O této činnosti se hlavně na základě informací slovenských kolaborantů v polovině ledna 1945 dozvěděly německé zpravodajské služby. Následně na to začal štáb speciální německo-slovenské protipartyzánské jednotky Edelweiss se sídlem v Kremnici připravovat proti těmto vesnicím exemplární trestnou výpravu, která měla být výstrahou pro všechny partyzány a civilní obyvatelstvo, které jim pomáhalo. 
Už 18. ledna byla v rámci přípravy trestné akce vyslána do vesnice Kľak malá průzkumná četa jednotky Edelweiss. Na cestě pod obcí došlo k malému ozbrojenému střetu s partyzány, z nichž bylo několik zraněných a jeden zahynul. Němci sice neutrpěli žádné ztráty, po boji se však z údolí stáhli s vědomím, že se potvrdily jejich informace o přítomnosti partyzánů v oblasti a že se vrátí při následné připravované vražedné akci.
Na plánovaný přepad se připravila kompletní jednotka Edelweiss o počtu téměř 300 mužů, přičemž jejími hlavními veliteli byli SS-Sturmbannführer Erwein von Thun-Hohenstein a slovenský kolaborant kpt. Ladislav Nižňanský. Kromě nich se přepadu zúčastnila i malá pomocná jednotka Waffen-SS s obrněnými transportéry a samohybnými děly a téměř stočlenný oddíl Heimatschutzu – německé domobrany, který se skládal z německých obyvatel blízkých vesnic Píla a Veľké Pole, které patřily k tzv. Hauerlandu. Většina obyvatel těchto vesnic byla německé národnosti a s nacistickými ozbrojenými složkami už dříve zcela otevřeně kolaborovala, přičemž sami už dříve vyzývali k výpadu proti partyzánským vesnicím v Kľakovské dolině.
Štáby partyzánských jednotek se o plánovaném přepadu obcí dozvěděly v sobotu večer 20. ledna. Nevěděly však, že Edelweiss plánuje vyhlazovací operaci a pro krátkost času tak nedokázaly učinit všechna opatření, aby neohrozily obyvatele. Ústupem do hor se partyzáni rozhodli nepostavit se na odpor početné a dobře vyzbrojené přesile a vyhnout se bojům přímo v vesnicích v mylné víře, že tím nevystaví obyvatele obcí nebezpečí.

## Průběh

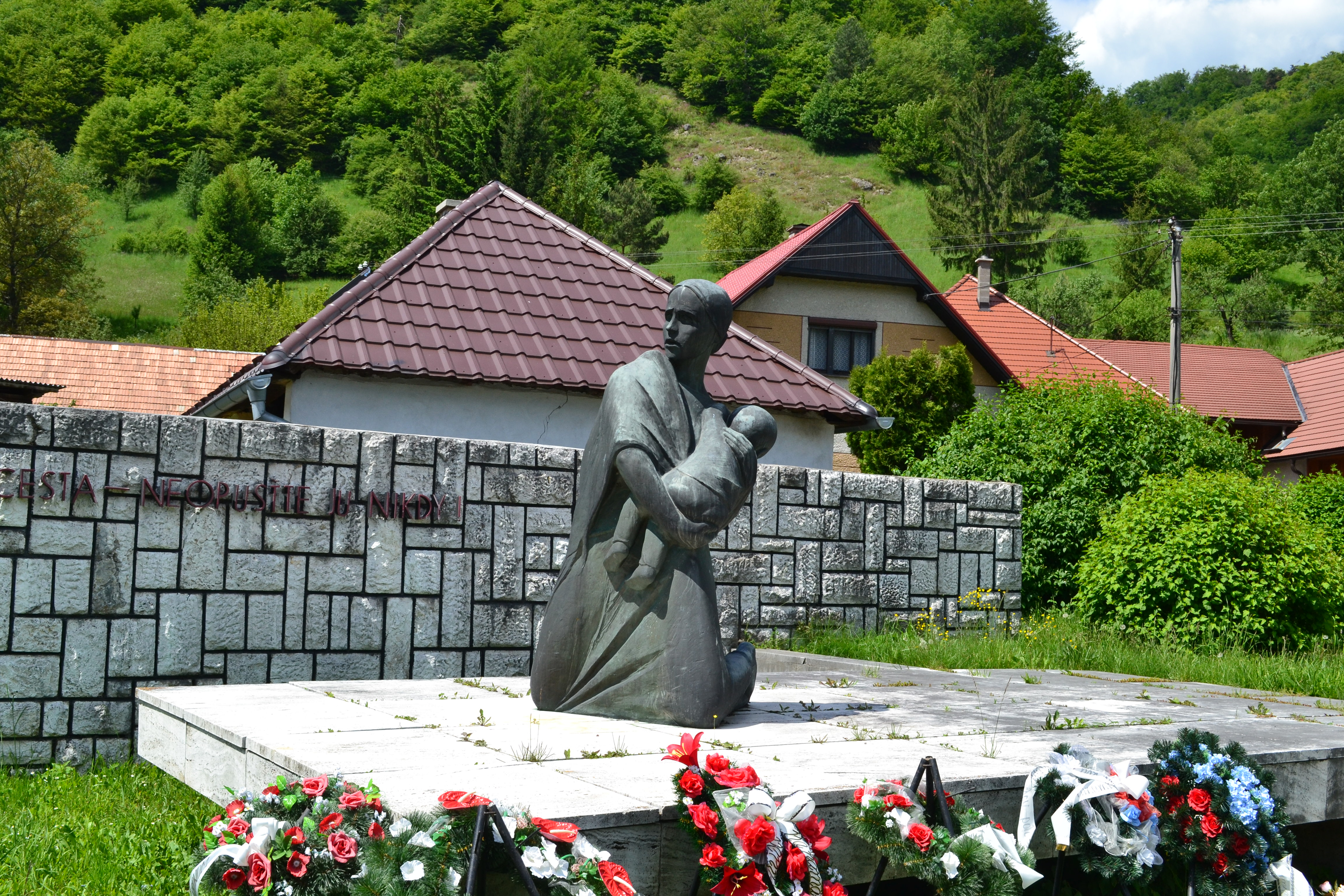
Památník věnovaný 64 zavražděným v Ostrém Grúni, postavený přímo na místě tragédie

V neděli 21. ledna brzy ráno se nacisté na nákladních autech a obrněných transportérech přesunuli na shromaždiště za vesnicí Hrabičov, odkud se začali přesouvat k sousednímu Ostrému Grúni. Část jednotky Edelweiss spolu s oddíly Heimatschutzu nejprve od lesů obklíčila vesnici, aby z ní nikdo nemohl uniknout, zbytek jednotky následně postupoval přímo do ní. Němci začali v Ostrém Grúni přepadávat jeden dům za druhým a vyhánět z nich civilní obyvatelstvo, které začali shromažďovat na dvoře místního obyvatele Izidora Debnára. Ten patřil spolu se svou rodinou k prvním obětem masakru, který následoval. U Debnára v domě, v pokoji, v kuchyni a na dvoře nacisté povraždili celkem 64 nevinných civilistů, včetně 26 žen a 12 dětí, přičemž nejmladší oběť měla pouze 14 měsíců. Masakr přežilo pouze devět obyvatel obce. Dům s oběťmi pachatelé podpálili a začali se přesouvat k obci Kľak.

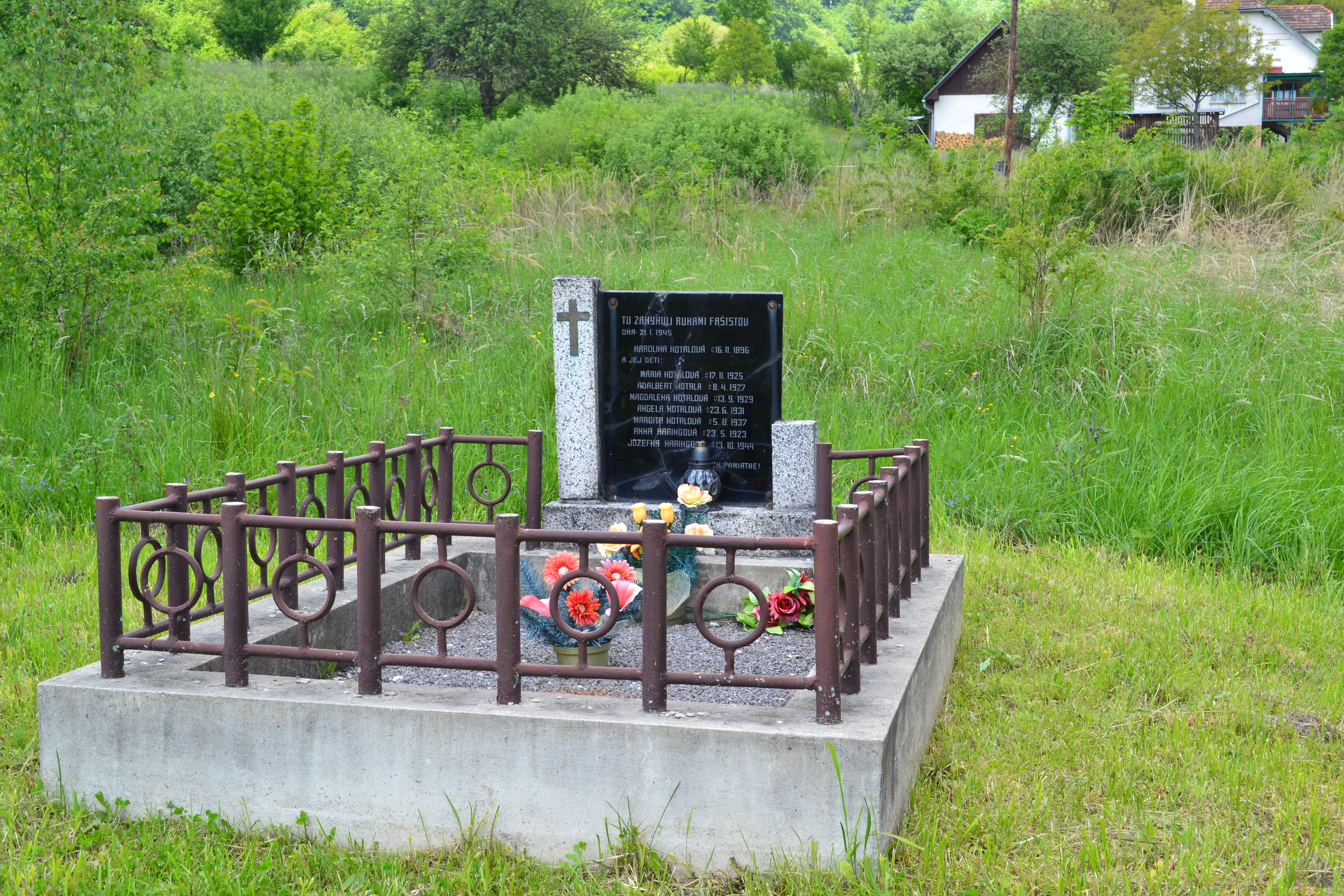
Památník postavený na místě vyvraždění rodiny Kotrlovců v Novém Kľaku

Nejprve vstoupili do dolní části vesnice, zvané Nový Kľak. Tady už nezačali obyvatele shromažďovat na jednom místě, ale stříleli je tam, kde je zastihli – na ulicích, dvorech, či přímo v domovech. V Novém Kľaku tak byli vyvražděni s výjimkou jediného člověka, který se zraněními přežil, všichni obyvatelé, celkově 84 lidí, včetně 16 žen a 36 dětí. Nejmladšími oběťmi byly dvě troj a pětiměsíční nemluvňata. Mezi první oběti masakru v Novém Kľaku patřila rodina Kotrlová. V jejich domě, který se nacházel na začátku vesnice, byla zavražděna Karolína Kotrlová, její všech šest dětí a tříměsíční vnučka. Ve výše položené části obce, v Horním Kľaku, se nacisté rozhodli shromáždit zbývající obyvatele na volném prostranství před místní školou a kaplí a hromadně je popravit kulomety. Ještě před tím našli v jednom z domů mladého zraněného partyzána, jehož vyvlekli ven a před očima vyděšených obyvatel ho brutálně mučili a nakonec zavraždili. Brutálně zavražděni byli i dva další partyzáni (včetně partyzánského komisaře Jána Jakaba), kteří se kvůli zraněním utrpěným při přestřelce z 18. ledna nemohli stáhnout do hor a zůstali ukrytí ve vesnici. Následně se Němci chystali postřílet i zbývající obyvatele Kľaku, když přijela do obce motospojka, která doručila veliteli trestné výpravy telegram. Po převzetí a přečtení telegramu nacisté upustili od dalšího vraždění, obyvatele rozehnali a Kľak následně vyrabovali a kompletně vypálili. Není přesně známo, co stálo v dotyčném telegramu a proč nacisté vraždění ukončili, ale předpokládá se, že zprávy o brutálních masakrech v Kľakovské dolině se začaly rychle šířit mezi veřejností po celém Slovensku a německé velení se obávalo, že by se celá věc mohla obrátit proti nim.
Následující den po masakrech a vyhnání přeživších obyvatel se nacisté rozhodli celou Kľakovskou dolinu uzavřít, přičemž obyvatelům doliny v níže položených vesnicích Hrabičov, Prochoť a Župkov se přikázali vystěhovat. 24. ledna vtrhli do už vylidněné Kľakovské doliny opět a všechny zmíněné vesnice vypálili, přičemž se vrátili i do Ostrého Grúně, kde vypálili zbylých 112 obytných domů, jakož i všechny samoty a seníky zbývající v údolí. Až do osvobození měli všichni civilisté do celého údolí zakázán vstup.

## Následky

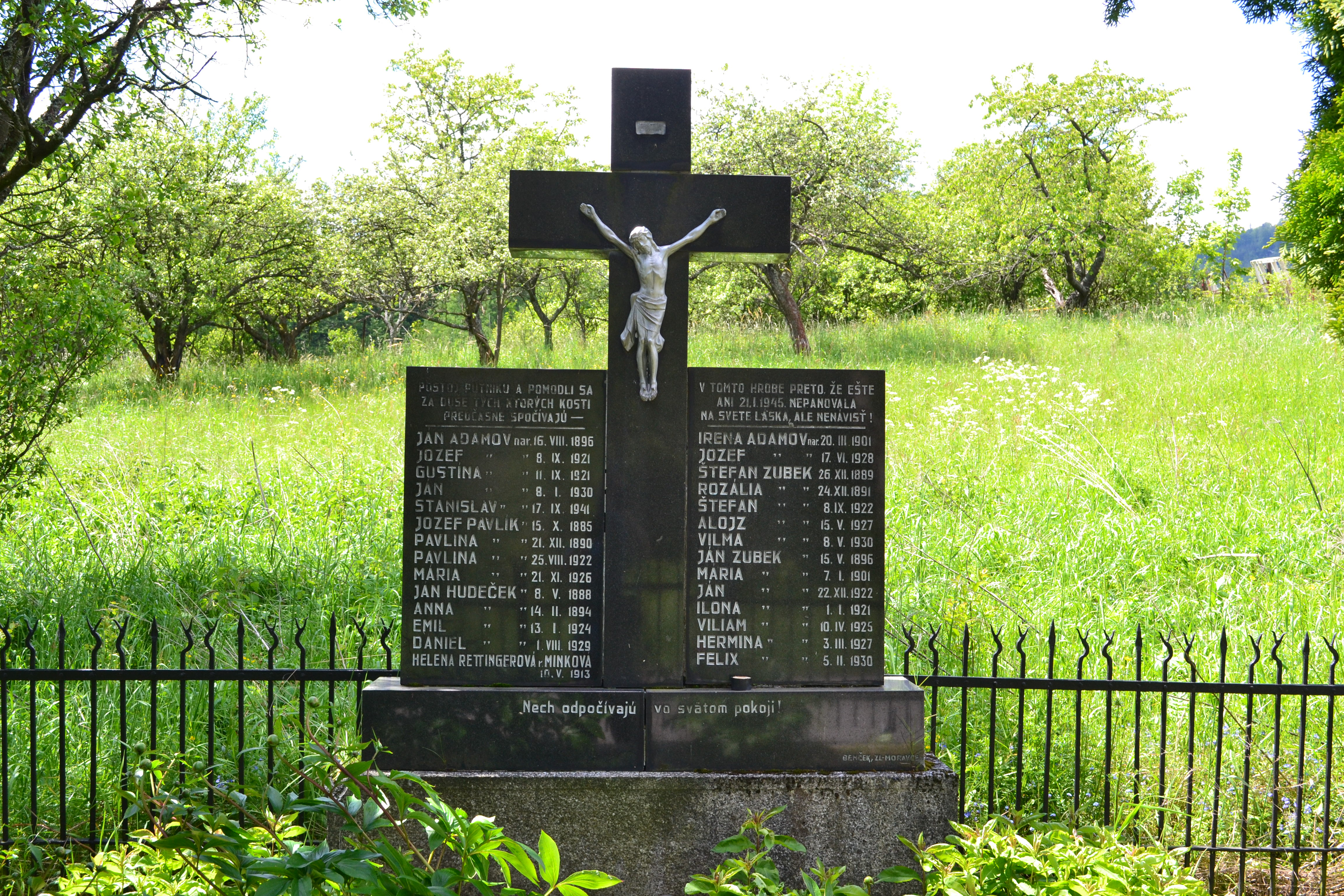
Masový hrob v Novém Kľaku, ve kterém je pohřbena část obětí masakru

Celkově si nacistický masakr ze dne 21. ledna 1945 vyžádal v vesnicích Ostrý Grúň a Kľak 148 civilních obětí, z toho 48 dětí ve věku do 18 let. Při akci byli v Kľaku zavražděni i zmiňovaní tři partyzáni. Celkem bylo vypáleno 132 obytných domů a hospodářských stavení v Kľaku, v Ostrém Grúni bylo zcela zničeno 112 a částečně pět obytných domů, 78 hospodářských stavení bylo vypáleno zcela a 22 částečně. Přestože zničené vesnice byly několik měsíců vylidněné, po válce začaly být obnovovány a velká část přeživších obyvatel se do nich vrátila.  
Mnozí členové jednotky Edelweiss se na konci války pokusili uprchnout na západ s cílem vzdát se Američanům, většina ale nakonec skončila v sovětském zajetí, včetně jejího ústředního velitele a podle všeho hlavního odpovědného za masakr v Kľakovské dolině – E. von Thun-Hohensteina. Ten byl 18. ledna 1946 sovětským vojenským soudem odsouzen k smrti a následně 12. února popraven zastřelením. Velitel stodvacetičlenného slovenského oddílu Edelweiss Ladislav Nižňanský uprchl do zahraničí a v roce 1962 byl Krajským soudem v Banské Bystrici v nepřítomnosti odsouzen k trestu smrti. V tomto procesu bylo souzeno i 13 dalších členů slovenské části oddílu Edelweiss, ti dostali trest odnětí svobody v trvání od pěti do patnácti let. Jak se později zjistilo, L. Nižňanský žil v Německu a slovenské úřady začaly vyvíjet snahu o jeho vydání. Přestože byl 16. ledna 2004 německými úřady zadržen, mnichovský Zemský soud ho 19. prosince 2005 zprostil viny s tím, že jeho aktivní účast na masakrech již nelze dokázat . Nižňanský tak zemřel nepotrestán 23. prosince 2011.
Obyvatelstvo německé národnosti obcí Píla a Veľké Pole, jehož příslušníci napomáhali při masakru v Kľakovské dolině, bylo v rámci Benešových dekretů po válce vysídleno do Německa. Do těchto obcí byla následně přesídlena část obyvatel vesnic z Kľakovské doliny, kterým byla zničena obydlí a majetek během nacistických represí.